# Clare Island
Clare Island (Cliara in gaelico irlandese) è una suggestiva isola situata sull'ingresso della Clew Bay, nel Mayo, Irlanda.
Celebre per essere stata il covo della regina pirata Grace O'Malley, oggi annovera 120 abitanti circa.

## Storia

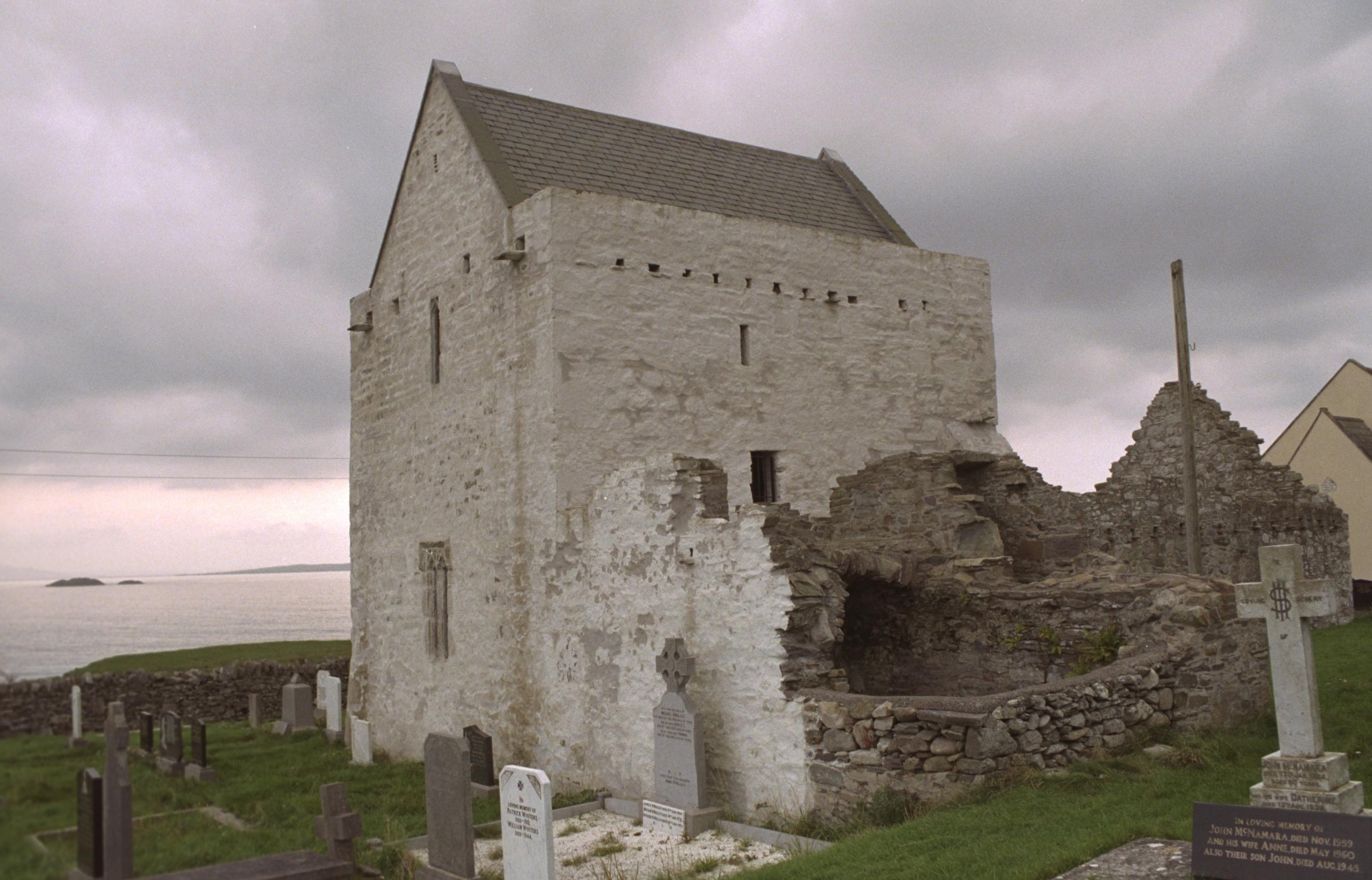
Abbazia di Clare Island
L'abbazia delle suore carmelitane ricca di reperti medievali

Durante il Medioevo, Clare Island faceva parte dei territori della famiglia O'Malley, come testimonia il castello vicino al porto, sulla costa orientale, denominato Grace O'Malley's castle, in virtù della sua abitante più famosa.
Importantissima anche l'abbazia delle carmelitane nella costa meridionale, fondata e costruita sempre dagli O'Malley, con all'interno rarissimi reperti medievali, specialmente il soffitto affrescato, e il luogo probabile di sepoltura di Grace O'Malley.
Nel 1588 una nave dell'Invincibile Armata si incagliò sulle coste dell'isola e il suo equipaggio fu massacrato dagli O'Malley.
Uno dei punti di maggiore interesse dell'isola è il faro (Clare Island Lighthouse), fatto costruire da John Denis Browne, 1º Marchese di Sligo, nel 1806. Il 29 settembre 1813 un incendio, causato da una poco attenta esposizione della lampada a petrolio, distrusse parte della torre e la lantera. La ricostruzione fu completata nel 1818, ma nel 1834 la torre fu colpita da un fulmine. La costruzione, di forma cilindrica, è alta 118 metri (387 piedi) e larga 11 (36 piedi). Dopo 159 anni di fedele servizio, non fu più adoperato grazie all'adozione di un faro più moderno sull'isolotto di Achillbeg, qualche metro al largo di Achill Island, avvenuta il 28 settembre 1965. Dal 1965 il faro di Clare Island è stato prima un bed-and-breakfast ed oggi una residenza privata.
Tra il 1909 e il 1911, il naturalista di Belfast Robert Lloyd Praeger passò del tempo sull'isola dando un'accurata descrizione del luogo, della fauna e della flora, senza precedenti per il tempo e modello per successive osservazioni di quel tipo.

## Trasporti e infrastrutture

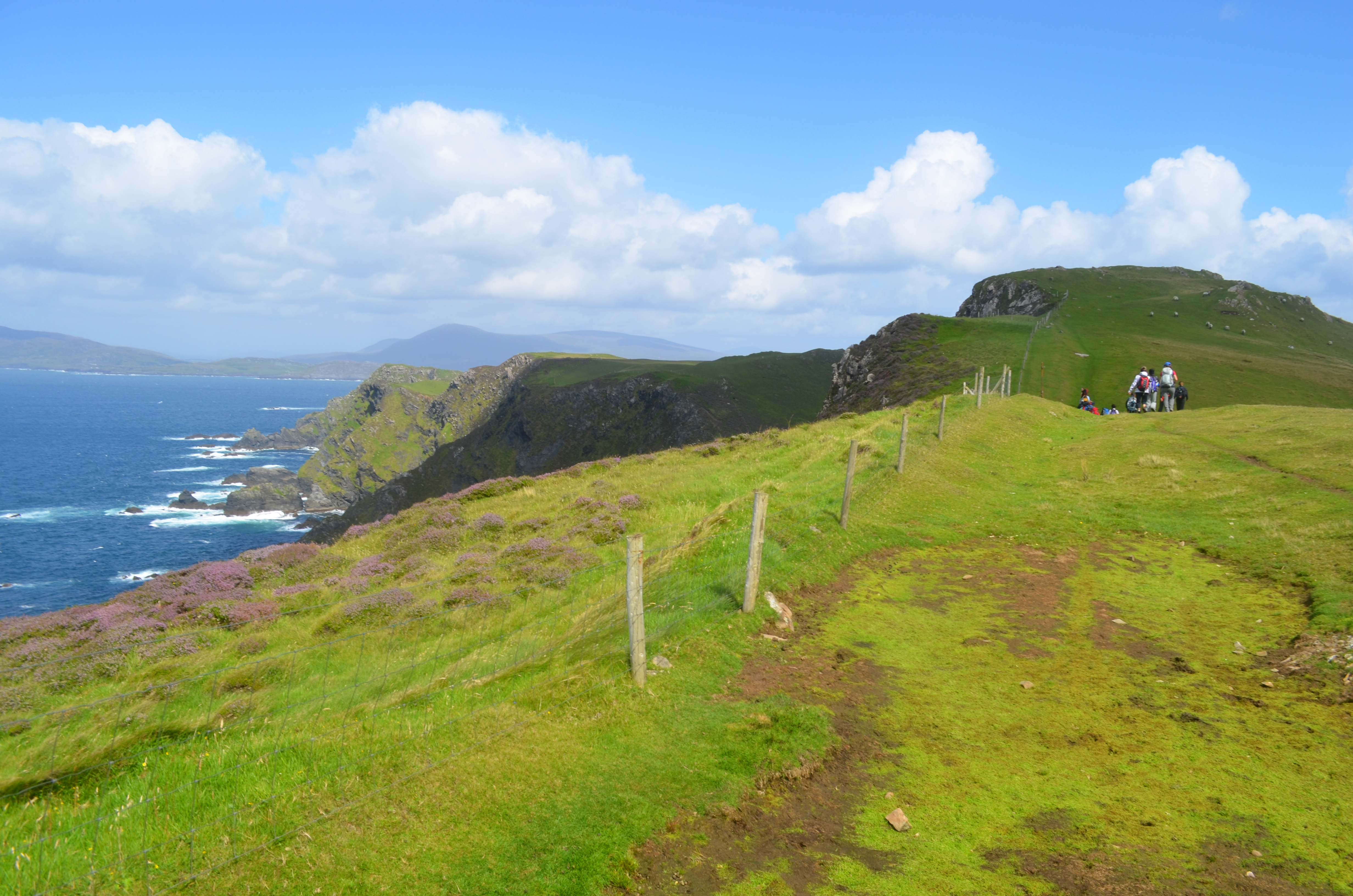

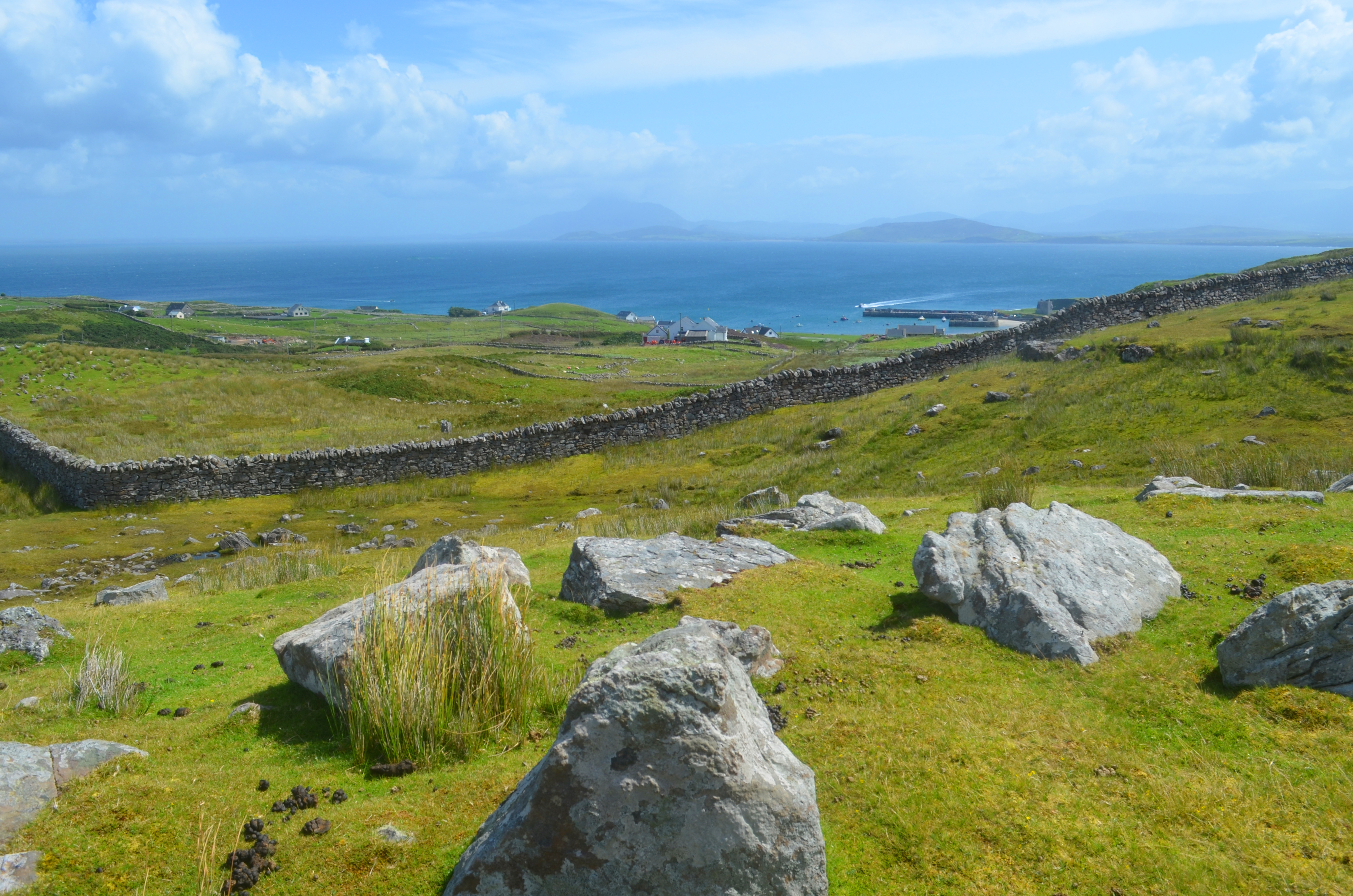

Clare Island è raggiunta quotidianamente da piccoli traghetti che partono da Roonagh Pier, vicino Louisburgh. Sull'isola è presente, accanto alle poche abitazioni, un hotel, un vecchio faro adibito a ristorante e una scuola elementare. Presenti mappe per trekker, scalatori ed esploratori in bicicletta.